# Quan hệ Đài Loan – Hàn Quốc
Quan hệ Đài Loan – Hàn Quốc có tình trạng chính thức từ năm 1949 cho đến ngày 23 tháng 8 năm 1992, khi Đại Hàn Dân Quốc và Trung Hoa Dân Quốc đình chỉ quan hệ ngoại giao. Sau đó, hai bên lập cơ quan đại diện có tính chất đại sứ quán tại thủ đô của đối phương.

## Lịch sử

### Thời kỳ bang giao

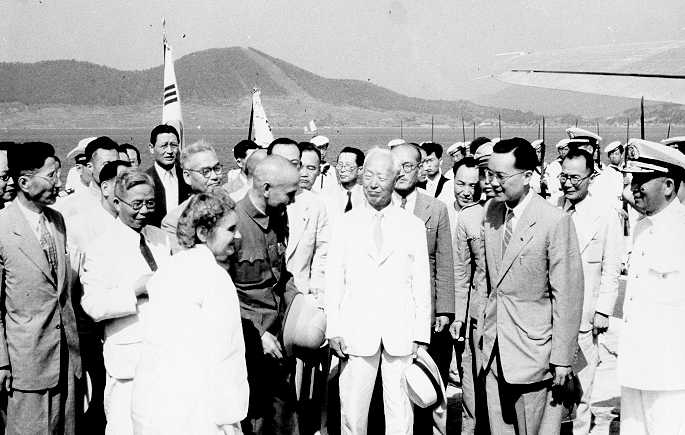
Tháng 8 năm 1949, Tưởng Giới Thạch sang thăm Hàn Quốc, hội kiến Lý Thừa Vãn

Ngày 1 tháng 1 năm 1949, Chính phủ Trung Hoa Dân Quốc công nhận Đại Hàn Dân Quốc:8764. Ngày 4 tháng 1, thiết lập đại sứ quán của Trung Hoa Dân Quốc tại Seoul, Hàn Quốc. Sau đó, đại sứ của Hàn Quốc là Shin Suk Woo trình quốc thư cho Diêm Tích Sơn tại Quảng Châu:9000. Ngày 3 tháng 8 năm 1949, Tưởng Giới Thạch đến thăm Hàn Quốc theo lời mời, cùng Tổng thống Hàn Quốc Lý Thừa Vãn cử hành hội nghị tại Jinhae, trao đổi ý kiến về vấn đề chống cộng sản tại Đông Á, ngày 8 tháng 8, Tưởng Giới Thạch trở về Đài Loan:61.  Ngày 25 tháng 9, đại sứ của Hàn Quốc đến thăm Tưởng Giới Thạch:9017.

#### Thập niên 1950

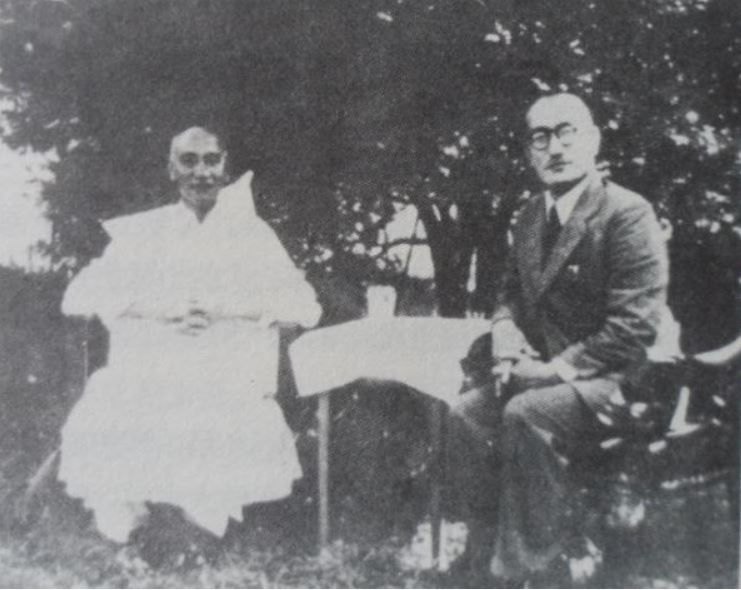
Đại sứ Hàn Quốc tại Đài Loan là Lee Beom-seok và Tưởng Giới Thạch đang ở trong dinh thự chính thức Sĩ Lâm ở Đài Bắc vào năm 1951

Ngày 27 tháng 11 năm 1953, Tổng thống Hàn Quốc Lý Thừa Vãn đến thăm Đài Loan và hội kiến Tưởng Giới Thạch. Vị trí ở giữa đằng sau là đại sứ Hàn Quốc tại Đài Loan Kim Hong-il

Ngày 25 tháng 6 năm 1950, Chiến tranh Triều Tiên bùng phát, Tưởng Giới Thạch gọi điện cho Lý Thừa Vãn bày tỏ quan tâm:65. Tháng 9, Tưởng Giới Thạch lần lượt điện thoại với Douglas MacArthur và Lý Thừa Vãn, chúc mừng thắng lợi đổ bộ Incheon, tái chiếm Seoul:66. Việc bùng phát Chiến tranh Triều Tiên làm chậm trễ hoặc cản trở Quân Giải phóng Nhân dân Trung Quốc tấn công Đài Loan. Hoa Kỳ và Cộng hoà Nhân dân Trung hoa đối đầu trực tiếp trong Chiến tranh Triều Tiên, Hoa Kỳ nhận thức được tính trọng yếu chiến lược của Đài Loan trong việc kiềm chế Trung Quốc cộng sản, đưa Đài Loan vào lại hệ thống phòng ngự. Hoa Kỳ thay đổi thái độ với Chính phủ Trung Hoa Dân Quốc, tiếp tục công nhận Chính phủ Trung Hoa Dân Quốc là chính phủ hợp pháp duy nhất của Trung Quốc. Nhờ Chiến tranh Triều Tiên, Đài Loan nhận được viện trợ của Hoa Kỳ, giúp đỡ kinh tế Đài Loan phát triển, nâng cao sức chiến đấu của quân đội. Ngoài ra, việc các tù binh Chí nguyện quân Nhân dân Trung Quốc lựa chọn điểm hồi hương là Đài Loan có sức cổ vũ rất lớn đối với sĩ khí của Quốc quân Trung Hoa Dân Quốc:263, do đó Chiến tranh Triều Tiên còn được gọi là "Sự biến Tây An của Quốc dân Đảng":770. Chính phủ Trung Hoa Dân Quốc ban đầu có ý xuất binh sang Hàn Quốc hiệp trợ chống thế lực cộng sản nam tiến, song bị phía Hoa Kỳ cự tuyệt. Tuy nhiên, về sau Trung Hoa Dân Quốc vẫn tiến hành viện trợ vật tư.
Tháng 11 năm 1953, Tưởng Giới Thạch tiếp nhà báo Mỹ có nhấn mạnh ba vấn đề Trung Quốc, Hàn Quốc và Việt Nam có liên quan rất lớn với nhau:75. Cùng tháng, Tổng thống Lý Thừa Vãn sang thăm Đài Loan, cùng Tưởng Giới Thạch ra tuyên bố chung, kêu gọi các quốc gia tự do châu Á cùng tổ chức mặt trận liên hiệp chống cộng:75. Trong thời gian chuyến thăm, nhằm cảm ơn ủng hộ trường kỳ của Chính phủ Trung Hoa Dân Quốc đối với phong trào độc lập Hàn Quốc, Lý Thừa Vãn trao tặng Huân chương kiến quốc hạng Đại Hàn Dân Quốc cho Tưởng Giới Thạch. Ngày 23 tháng 1 năm 1954, 14.209 cựu tù binh Chí nguyện quân Nhân dân Trung Quốc tại Hàn Quốc chọn đào thoát sang Đài Loan:76. Về sau, Đài Loan kỷ niệm ngày này với tên "ngày Tự do 23/1".
Thời kỳ đầu Chính phủ Trung Hoa Dân Quốc dời sang Đài Loan, Hàn Quốc là quốc gia bang giao duy nhất phái đại sứ thường trực trú tại Đài Bắc. Thủ tướng đầu tiên Lee Beom-seok cùng các danh tướng trong Chiến tranh Triều Tiên là Paik Sun-yup và Kim Hong-il, và con của Quốc phụ Hàn Quốc Kim Gu là Kim Shin từng nhậm chức đại sứ của Hàn Quốc tại Đài Loan. Tháng 6 năm 1954, Đài Loan và Hàn Quốc phát động tổ chức Liên minh chống cộng Nhân dân châu Á, sau đó lần lượt triển khai hội nghị tại các quốc gia Đông Á:194. Năm 1967, cải tổ thành Liên minh chống Cộng Thế giới, mỗi kỳ họp có các đại biểu từ một số quốc gia châu Mỹ, Trung Đông và châu Âu:194.
Tháng 10 năm 1955, Tưởng Giới Thạch tiếp kiến đoàn sứ giả thiện chí Đảng Tự do Hàn Quốc, nói rằng Đài Loan và Hàn Quốc có thể kiên cường hợp tác thì Đông Á tất sẽ tươi sáng:82-83. Từ ngày 3 đến ngày 5 tháng 4 năm 1958, đoàn văn hoá nghệ thuật của Hàn Quốc tiến hành chuyến thăm ba ngày tại Đài Loan. Họ biểu diễn các tiết mục như vũ đạo, ca hát tại Đài Bắc, đồng thời trưng bày sản phẩm nghệ thuật và tư liệu tuyên truyền chống cộng..

#### Thập niên 1960
Ngày 26 tháng 1 năm 1961, Lưu Ngự Vạn được bổ nhiệm làm đại sứ Trung Hoa Dân Quốc tại Hàn Quốc:666. Ngày 21 tháng 2, Bộ trưởng Ngoại giao Thẩm Xương Hoán sang Hàn Quốc; ngày 3 tháng 3, ký kết Hiệp định Mậu dịch Trung-Hàn tại Seoul:666. Năm 1962, Kim Jong-pil làm đặc sứ của Tổng thống Park Chung Hee sang thăm Đài Loan, được Tưởng Giới Thạch tiếp kiến:4. Ngày 12 tháng 8 cùng năm, Hà Ứng Khâm làm đặc sứ sang thăm Hàn Quốc, tham gia lễ kỷ niệm độc lập của Hàn Quốc. Ngày 29 tháng 1 năm 1963, Ngoại trưởng Hàn Quốc Choe Deok Sin sang thăm Đài Loan; ngày 4 tháng 2, hai bên ra tuyên bố chung.
Tháng 8 năm 1964, Bí thư trưởng phủ Tổng thống Trương Quần sang thăm Hàn Quốc, được Tổng thống Park Chung Hee tặng huân chương, và được Đại học Hansung trao bằng tiến sĩ luật học danh dự.:108 Tháng 10, Thủ tướng Hàn Quốc Chung Il-kwon sang thăm Đài Loan, hội kiến Tưởng Giới Thạch và thương thảo vấn đề hữu quan Đài-Hàn:108. Ngày 11 tháng 10, Đại sứ Hàn Quốc tại Đài Loan Kim Shin và Bộ trưởng Ngoại giao Đài Loan Thẩm Xương Hoán ký kết "Điều ước Hữu nghị Trung-Hàn", có chứng kiến của Chung Il-kwon và Trương Quần. Tháng 12, Viện trưởng Hành chính viện Nghiêm Gia Cam sang thăm Hàn Quốc:109. Tháng 12 năm 1965, hai bên trao đổi văn kiện phê chuẩn điều ước hữu nghị:205.
Ngày 15 tháng 2 năm 1966, Tổng thống Hàn Quốc Park Chung Hee và phu nhân Yuk Young-soo sang thăm Đài Loan, hội kiến Tưởng Giới Thạch, tiến hành hội đàm:112. Tháng 4, Bộ trưởng Quốc phòng Tưởng Kinh Quốc sang thăm Hàn Quốc, yết kiến Tổng thống Park Chung Hee, trao đổi ý kiến về vấn đề châu Á:112, được Park Chung Hee trao huân chương:521; đồng thời thị sát giới tuyến liên Triều. Tháng 10, anh trai và con trai của nhà hoạt động độc lập Hàn Quốc Yun Bong-gil sang thăm Đài Loan theo lời mời của Tưởng Giới Thạch, tham gia lễ kỷ niệm quốc khách Trung Hoa Dân Quốc. Ngày 22 tháng 2 năm 1967, Chủ tịch Quốc hội Hàn Quốc Yi Hyo-sang sang thăm Đài Loan. Ngày 24 tháng 2 năm 1969, Tưởng Kinh Quốc lại sang thăm Hàn Quốc, đại diện chính phủ Trung Hoa Dân Quốc tặng huân chương cho bảy vị tướng lĩnh Quốc quân Đại Hàn Dân Quốc:521. Tưởng Kinh Quốc hội đàm với Park Chung Hee và Chung Il-kwon, và ra tuyên bố chung.
Về giao lưu giữa các địa phương, thành phố lớn thứ nhì và có cảng biển lớn nhất của hai quốc gia là Cao Hùng và Busan trở thành hai thành phố kết nghĩa vào ngày 30 tháng 6 năm 1966. Năm 1968, thủ đô Đài Bắc và Seoul trở thành hai thành phố kết nghĩa, cũng như Đài Nam và Gwangju.

#### Thập niên 1970
Tháng 9 năm 1971, Tổng tham mưu trưởng Lại Danh Thang sang thăm Hàn Quốc. Tháng 10, do đương thời hai miền Triều Tiên đều không có quyền thành viên tại Liên Hợp Quốc, do đó không thể thể hiện lập trường về vấn đề quyền đại diện của Trung Quốc, tức Nghị quyết 2758 của Đại Hội đồng Liên Hợp Quốc. Ngày 25 tháng 12 cùng năm, Công sứ Trung Hoa Dân Quốc tại Hàn Quốc là Dư Tiên Vinh là nạn nhân trong vụ hoả hoạn tại khách sạn Daeyeonggak, ông bị thương rồi mất vào ngày 5 tháng 1 năm sau. Năm 1972, hạm đội huấn luyện gồm tàu Asan và tàu Ungpo của Hải quân Hàn Quốc đến cảng Cao Hùng tiến hành chuyến thăm trong bốn ngày. Năm 1974, nhà báo nổi tiếng Hàn Quốc Chung Mu Son đến Đài Loan tra cứu tài liệu liên quan đến Kim Gu, Phó Tổng thống Nghiêm Gia Cam tiếp kiến.
Ngày 5 tháng 4 năm 1975, Tưởng Giới Thạch từ trần, Tổng thống Hàn Quốc ngày 6 tháng 4 ra phát biểu đặc biệt, nói rằng Tưởng Giới Thạch có cống hiến vĩ đại cho thắng lợi của Đồng Minh trong chiến tranh thế giới thứ hai, có ủng hộ tích cực đối với phong trào độc lập Hàn Quốc, có cống hiến rất nhiều cho việc đặt nền tảng hoà bình và trật tự thế giới sau chiến tranh:1 Thủ tướng Kim Jong-pil sang Đài Loan phúng viếng Tưởng Giới Thạch, báo chí Hàn Quốc cũng đưa tin đậm nét. Tháng 10 năm 1979, Park Chung Hee bị ám sát, Tổng thống Tưởng Kinh Quốc biểu thị chia buồn, Đại sứ quán Trung Hoa Dân Quốc tại Hàn Quốc hạ cờ rủ bày tỏ thương tiếc đồng thời Viện trưởng Hành chính viện Tôn Vận Tuyền dẫn đoàn tham gia tang lễ. Đương thời, Hàn Quốc thường dùng "Trung Quốc tự do" để chỉ chính quyền tại Đài Loan.

#### Đoạn tuyệt quan hệ
Từ thập niên 1980 về sau, do tình thế quốc tế tại Đông Á thay đổi, và chính sách của Hàn Quốc đối với Bắc Triều Tiên có thay đổi, phía Seoul bắt đầu tiến hành giao lưu và tiếp xúc với Bắc Kinh, quan hệ bang giao với Đài Bắc xuất hiện biến hoá. Ngày 5 tháng 5 năm 1983, xảy ra sự kiện cướp máy bay trong chuyến bay số hiệu 296 của Trung Quốc đại lục, xúc tiến Hàn Quốc và Trung Quốc có tiếp xúc chính thức đầu tiên, hai bên gọi nhau bằng tên gọi chính thức. Sự kiện này được nhận định phổ biến là mở đầu bình thường hoá quan hệ giữa hai bên, cũng khiến quan hệ giữa Đài Loan và Hàn Quốc bắt đầu lung lay.
Ngày 24 tháng 5 năm 1984, cựu Thủ tướng Hàn Quốc Kim Sang-hyup sang thăm Đài Loan; ngày 26 tháng 3 năm 1985, Bộ trưởng Giao thông Hàn Quốc sang thăm Đài Loan 3 ngày:949。
Ngày 23 tháng 8 năm 1992, Tổng thống Hàn Quốc Roh Tae-woo cho thiết lập quan hệ ngoại giao với nước Cộng hoà Nhân dân Trung Hoa, đoạn tuyệt quan hệ ngoại giao với chính phủ Trung Hoa Dân Quốc, và còn yêu cầu nhân viên đại sứ quán Trung Hoa Dân Quốc phải rời khỏi Hàn Quốc trong vòng 24 giờ. Các tài sản của Trung Hoa Dân Quốc như đại sứ quán đều bị chính phủ Hàn Quốc tiếp quản và chuyển giao cho phía Trung Quốc đại lục. Do thời gian vội vàng, cách thức mạnh mẽ của phía Hàn Quốc, chính phủ và nhân dân Đài Loan cảm thấy bị phản bội và sỉ nhục sâu sắc, được nhận định là một trong những nguyên nhân gây nên tình cảm chống Hàn Quốc trong dân chúng Đài Loan cho đến nay, ảnh hưởng tới quan hệ Đài-Hàn.
Bộ trưởng Ngoại giao Tiền Phục tiến hành trả đũa Hàn Quốc trên tất cả phương diện: Tuyên bố đoạn tuyệt quan hệ ngoại giao với Hàn Quốc, từ chối đoàn đặc sứ của chính phủ Hàn Quốc đến Đài Loan vào đầu tháng 9 để trình bày lý do đoạn tuyệt quan hệ ngoại giao, bãi bỏ toàn bộ đãi ngộ ưu đãi về mậu dịch với Hàn Quốc, từ ngày 15 tháng 9 bắt đầu đình chỉ hiệp định hàng không dân dụng song phương. Bộ trưởng Kinh tế Tiêu Vạn Trường tuyên bố bãi bỏ toàn bộ đãi ngộ ưu đãi đặc biệt cho Hàn Quốc, đồng thời kết thúc hiệp định mậu dịch hiện có giữa hai bên. Các biện pháp trả đũa sau đó bao gồm: Chấm dứt hạn ngạch nhập khẩu ô tô Hàn Quốc và hạn ngạch nhập khẩu hoa quả Hàn Quốc; huỷ bỏ cơ hội đấu thầu của các hãng Hàn Quốc đối với các hoạt động quốc doanh của Đài Loan; hội nghị hợp tác kinh tế cấp bộ trưởng lập tức bị đình chỉ. Nhân viên đại sứ quán của Trung Hoa Dân Quốc khi rời đi còn làm hư hỏng các hạ tầng như tường, thảm, bàn ghế.

### Sau khi đoạn tuyệt quan hệ

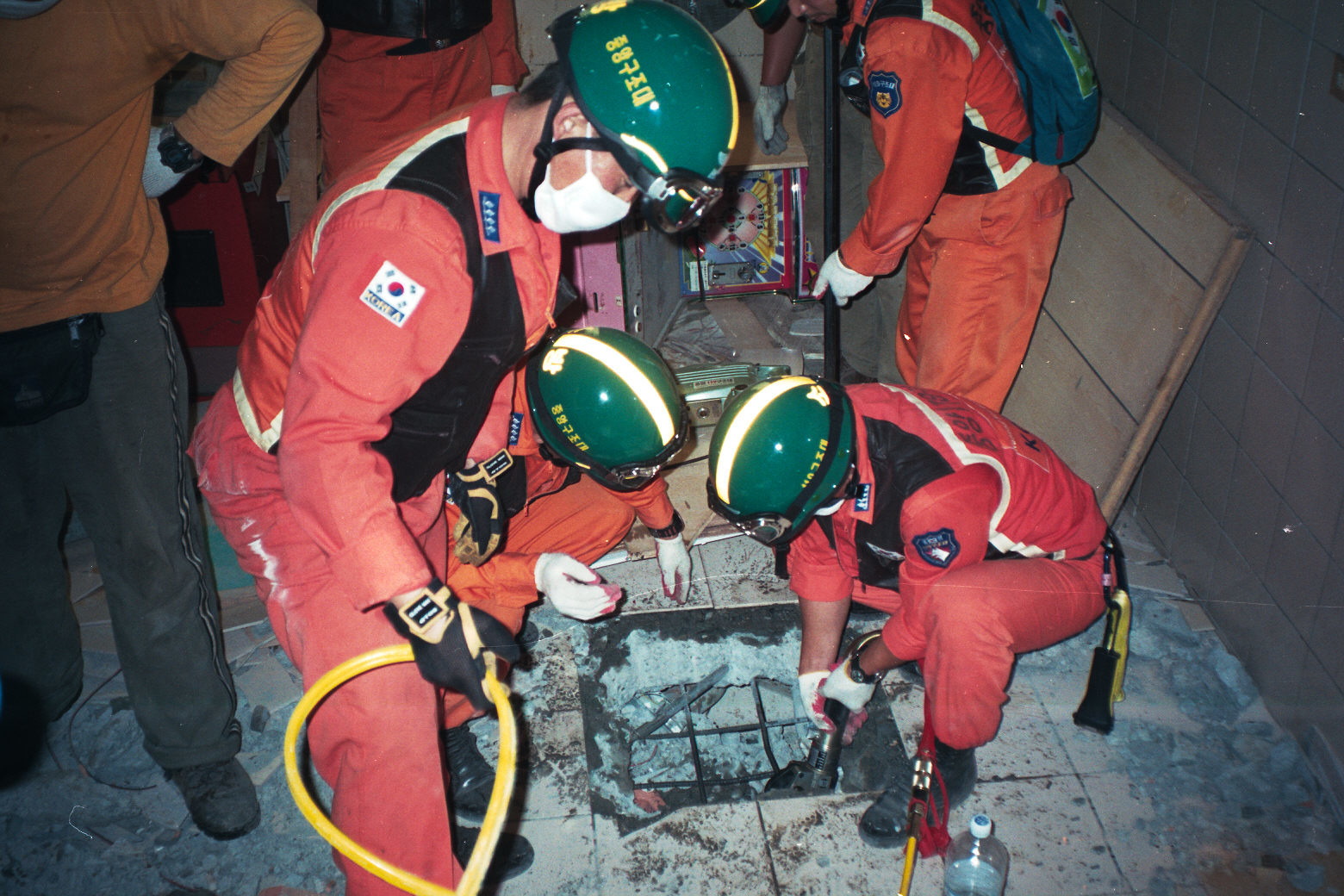
Thành viên đoàn cứu trợ chính thức của Hàn Quốc tham gia công tác cứu trợ động đất ngày 21 tháng 9 năm 1999 tại Đài Loan

Ngày 21 tháng 9 năm 1999, miền trung Đài Loan xảy ra động đất lớn, Hàn Quốc phái một đội cứu viện cấp quốc gia gồm 16 người trong biên chế sang Đài Loan, sau đó phát hiện và giải cứu một cậu bé 6 tuổi sau 87 giờ bị chôn vùi, sự kiện này được truyền hình trực tiếp toàn Đài Loan. Ngoài ra, Hàn Quốc còn phái máy bay của Korean Air chuyển 30 tấn vật tư cứu trợ đến Đài Loan, là máy bay Hàn Quốc đầu tiên bay đến Đài Loan sau khi cắt đứt vận chuyển hàng không giữa hai bên vào năm 1992.
Cựu Tổng thống Hàn Quốc Kim Young-sam sang thăm Đài Bắc trong 5 ngày vào tháng 7 năm 2001. Trong chuyến thăm này, ông hội kiến Tổng thống Trần Thủy Biển, song hai người không thể đi đến thoả thuận về ngôn từ trong tuyên bố chung thúc đẩy khôi phục hàng không trực tiếp. Kim Young-sam thông báo cho sứ quán của Trung Quốc trước chuyến đi này. Trong tháng 10 năm 2004, sau thoả thuận hàng không, Kim Young-sam lại sang thăm Đài Loan sau khi báo trước cho phía Trung Quốc. Ông phát biểu tại Đại học Chính trị Quốc lập và thăm hạ tầng cảng tại Cao Hùng.
Chịu ảnh hưởng của chính sách ngoại giao Hàn Quốc, đặc biệt là chính sách phương Bắc, chính quyền Hàn Quốc không quá xem trọng giao lưu với chính quyền Đài Loan, đại diện Hàn Quốc tại Đài Loan từng viết thư đăng trên Chosun Ilbo của Hàn Quốc, kêu gọi chính quyền xem trọng quan hệ song phương. Ngày 22 tháng 5 năm 2013, Giám sát viện Trung Hoa Dân Quốc thông qua đề xuất của giám uỷ Cao Phụng Tiên, Tiền Lâm Tuệ Quân, Cát Vĩnh Quang về vấn đề xử lý tài sản của Trung Hoa Dân Quốc tại Hàn Quốc
Số đu khách Đài Loan sang Hàn Quốc trong giai đoạn 2003-2013 liên tục duy trì vị trí thứ 4 trong số du khách ngoại quốc đến Hàn Quốc, đứng sau Trung Quốc đại lục, Nhật Bản, Hoa Kỳ.

## Cơ quan ngoại giao

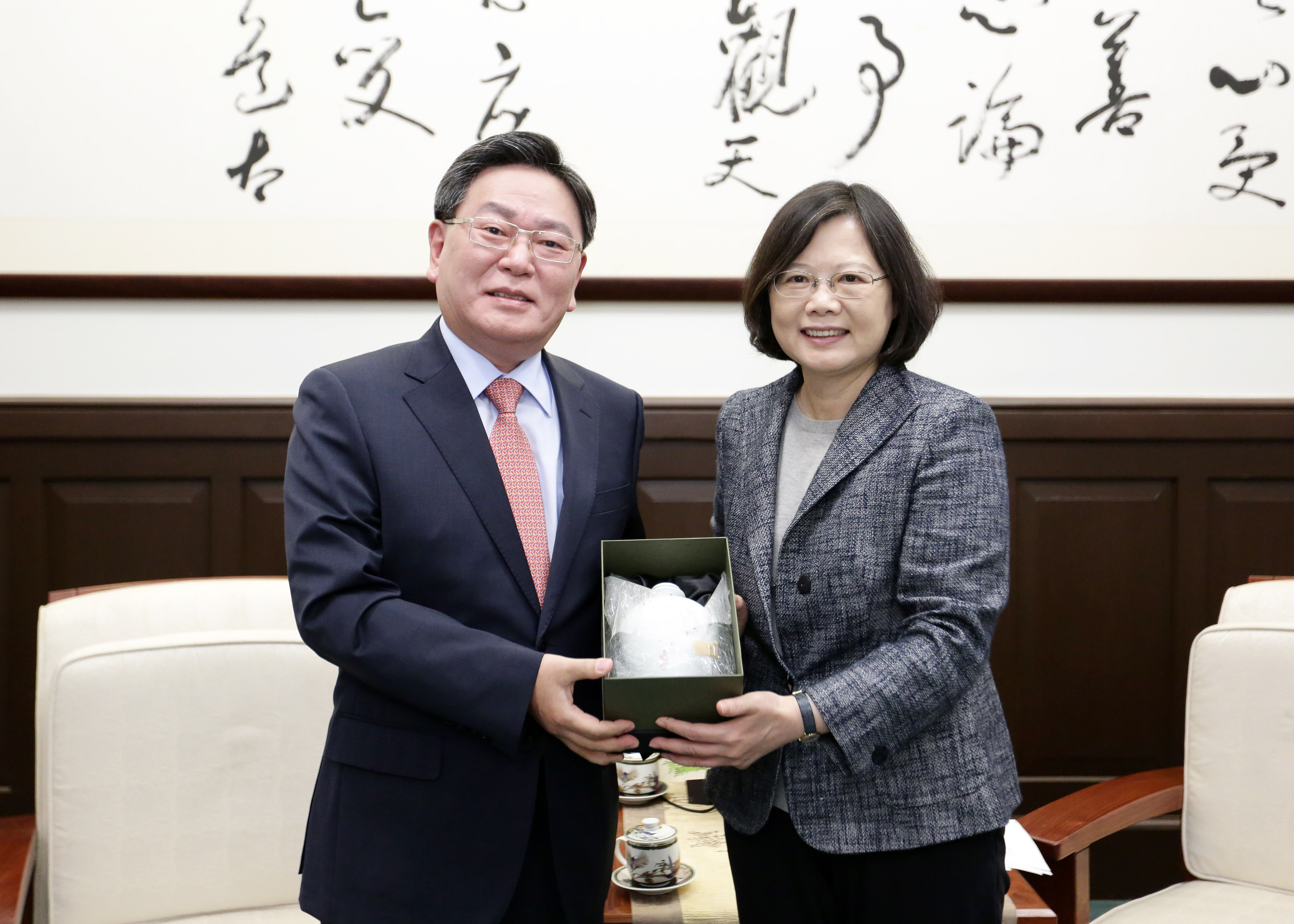
Tổng thống Thái Anh Văn và Đại diện Phái đoàn Hàn Quốc tại Đài Bắc Yang Chang-soo, tháng 12 năm 2016

Sau khi hai bên đoạn tuyệt quan hệ ngoại giao, ngày 15 tháng 9 Hàn Quốc phái đoán sứ giả gồm tám người sang Đài Loan, trong đó có cựu Chủ tịch Quốc hội Kim Jae-soon và cựu Thủ tướng Chung Il-kwon, ngoài việc bày tỏ lấy làm tiếc, còn trao đổi ý kiến về cùng quan tâm như cấu trúc quan hệ song phương:563, song phía Hàn Quốc đối với vấn đề cơ quan đại diện sẽ thiết lập trong tương lai lại kiên quyết không sử dụng quốc hiệu "Trung Hoa Dân Quốc" mà chỉ sử dụng "Đài Bắc", hai bên do đó không thể đạt tới hiệp định cụ thể:97. Trước khi đạt được hiệp định, đại sứ quán Trung Hoa Dân Quốc tại Hàn Quốc trước đây tạm sử dụng danh nghĩa "văn phòng thu chuyển giấy phép Hoa kiều đến Hàn Quốc" để duy trì nghiệp vụ lãnh sự tại Hàn Quốc:610.
Tháng 12 năm 1992, Roh Tae-woo kết thúc nhiệm kỳ tổng thống, chính phủ Kim Young-sam kế nhiệm tiếp tục hiệp thương với phía Đài Loan, khác biệt về nhận thức giữa hai bên về vấn đề chung ngày càng ít đi:97. Ngày 23 tháng 7 năm 1993, sau một năm hiệp thương, hai bên ký kết "Hiệp định cơ cấu quan hệ mới", đồng ý lập cơ quan đại diện trên lãnh thổ của nhau, đồng thời khôi phục hợp tác song phương về các mặt như kinh tế, văn hoá và học thuật. Ngày 2 tháng 10 năm 1993, Đài Loan mở "Phái đoàn Đại diện Đài Bắc tại Hàn Quốc" có chức năng của đại sứ quán tại Seoul, đến ngày 25 tháng 1 năm 1994 bắt đầu hoạt động. Ngày 28 tháng 12 năm 2004, Đài Loan lập văn phòng Busan của đoàn đại diện, bắt đầu hoạt động từ ngày 31 tháng 1 năm 2005, nhằm tăng cường quan hệ hợp tác giao lưu với chính quyền địa phương miền nam Hàn Quốc:90. Ngày 25 tháng 11 năm 1993, phía Hàn Quốc cũng thành lập "Phái đoàn Đại diện Hàn Quốc tại Đài bắc" có tính chất tương tự'

## Thị thực
Công dân Trung Hoa Dân Quốc có hộ chiếu Trung Hoa Dân Quốc có thể được miễn thị thực nhập cảnh Hàn Quốc, lưu trú tối đa 90 ngày. Công dân Hàn Quốc có hộ chiếu Hàn Quốc có thể được miễn thị thực nhập cảnh Trung Hoa Dân Quốc, lưu trú tối đa 90 ngày. Ngoài ra, hai bên đều cung cấp mỗi năm 600 hộ chiếu lao động kết hợp kỳ nghỉ kéo dài một năm cho thanh niên 18-30 tuổi (cho người chưa từng được cấp loại thị thực này).

## Kinh tế
Hiệp hội Phát triển mậu dịch đối ngoại Trung Hoa Dân Quốc thiết lập "Trung tâm Mậu dịch Đài Loan" tại Seoul. Cục Mậu dịch Bộ Kinh tế THDQ cũng thiết lập tổ kinh tế văn phòng đại diện tại Hàn Quốc. Năm 2013, Đài Loan là bạn hàng nhập khẩu lớn thứ 10, và xuất khẩu lớn thứ 7 của Hàn Quốc. Hàn Quốc xuất khẩu sang Đài Loan đạt kim ngạch 15,7 tỷ USD, nhập khẩu từ Đài Loan đạt kim ngạch 14,6 tỷ USD. Hàn Quốc xuất siêu hơn 1 tỷ USD. Năm 2016, Hàn Quốc là bạn hàng lớn thứ năm của Đài Loan, là bạn hàng đứng thứ 4 về nhập khẩu, đứng thứ 6 về xuất khẩu. Kim ngạch xuất khẩu sang Hàn Quốc đạt 12,7 tỷ USD, nhập khẩu từ Hàn Quốc đạt 14,6 tỷ USD, Hàn Quốc xuất siêu 1,86 tỷ USD. Mặc dù quan hệ kinh tế và mậu dịch ấm áp, song trong sản xuất chất bán dẫn, hiển thị màn hình phẳng, và các sản phẩm 3C như điện thoại di động, hai bên cạnh tranh cao độ. Kết cấu sản xuất hàng tiêu dùng của hai bên tương tự, sản phẩm tương tự đến trên 80%, sản phẩm của Đài Loan không chỉ phải cạnh tranh về giá cả phù hợp với Trung Quốc đại lục, mà còn cần phải không thua kém và thậm chí hơn sản phẩm Hàn Quốc về chất lượng, công năng và thiết kế mới có khả năng tiến vào thị trường Hàn Quốc.
Kết cấu công nghiệp của Đài Loan chủ yếu lấy doanh nghiệp vừa và nhỏ, sản phẩm có tính tiêu dùng làm chủ đạo, có chi phí sản xuất tương tự của Hàn Quốc, và sản phẩm ở trong tình trạng cạnh tranh cao độ, do đó doanh nghiệp Đài Loan ít có ý muốn sang Hàn Quốc đầu tư mở xưởng sản xuất. Nguyên nhân khác bao gồm thị trường bảo hộ quá mức, công đoàn mạnh và trở ngại tiếng Hàn. Trong giai đoạn 1978-2013, tổng đầu tư của Đài Loan sang Hàn Quốc gồm 181 dự án, kim ngạch ước đạt 610 triệu USD, chỉ chiếm 0,74% đầu tư trực tiếp nước ngoài vào Hàn Quốc. Ngành nghề đầu tư bao gồm tài chính, điện tử, mậu dịch và dịch vụ, hiện có các doanh nghiệp như E Ink Holdings Incorporated và ASE Group đầu tư thực tế tại Hàn Quốc; ngoài ra còn có nhiều công ty lập cơ cấu chi nhánh tại Hàn Quốc như China Airlines, EVA Air/Evergreen Marine, Yang Ming Marine, Macronix, BenQ, Giant Bicycles. Tính đến tháng 2 năm 2013, Hàn Quốc có 868 dự án đầu tư tại Đài Loan, tổng kim ngạch ước đạt 1,03 tỷ USD, chỉ chiếm 0,84% đầu tư của ngoại quốc tại Đài Loan. Ngành nghề đầu tư bao gồm điện tử, bán buôn bán lẻ. Samsung, LG, Hyundai là các doanh nghiệp Hàn Quốc có cứ điểm tiêu thụ tại Đài Loan.

## Giao thông
Sau khi Hàn Quốc công nhận nước Cộng hoà Nhân dân Trung Hoa, tuyến hàng không định kỳ Đài Bắc-Seoul bị đình chỉ, các hãng hàng không Hàn Quốc bị cấm chỉ bay qua vùng thông báo bay (FIR) Đài Bắc. Trong hai mươi năm sau, giữa hai thành phố chỉ khai thông chuyến bay thuê bao. Năm 1992, số lượng du khách qua lại song phương đạt 420.000 lượt, sang năm sau giảm xuống còn 200.000 lượt, đến năm 2003 mới khôi phục đến 360.000 lượt. Cuối cùng, vào ngày 1 tháng 9 năm 2004, đại diện của hai bên ký kết hiệp định hàng không, cho phép máy bay hai bên tiến vào không phận của nhau. Hiệp định này không chỉ tái khai thông hàng không trực tiếp giữa Hàn Quốc và Đài Loan, mà còn cho phép tuyến bay từ Hàn Quốc đến Đông Nam Á có thể trực tiếp quá cảnh vùng thông báo bay Đài Bắc, không cần theo đường vòng qua Trung Quốc đại lục hay Philippines. Đương thời có nhà phân tích tính toán, điều này có thể tiết kiệm 33 tỷ won Hàn Quốc (29 triệu USD) phí nhiên liệu và các chi phí khác cho các công ty hàng không Hàn Quốc.
Hành khách
| Đài Loan                 | Hàn Quốc |
| ------------------------ | --- |
| Đài Bắc - Tùng Sơn       | Seoul-Gimpo (China Airlines, EVA Air, Eastar Jet, T'way Airlines) |
| Đài Bắc - Đào Viên       | Seoul - Incheon (China Airlines, EVA Air, Uni Air, Korean Air, Asiana Airlines, Jin Air, Eastar Jet, Jeju Air, Thai Airways International, Cathay Pacific, Scoot) Busan (China Airlines, Tigerair Taiwan, Korean Air, Air Busan, Jeju Air) Daegu (Tigerair Taiwan, T'way Airlines) Jeju (Tigerair Taiwan) |
| Sân bay Đài Trung        | Seoul - Incheon (EVA Air, Mandarin Airlines) |
| Sân bay quốc tế Cao Hùng | Seoul - Incheon (China Airlines và Korean Air liên danh, EVA Air và Asiana Airlines liên danh) Busan (Air Busan và Asiana Airlines liên danh) |

Hàng hoá
| Đài Loan           | Hàn Quốc                                                 |
| ------------------ | -------------------------------------------------------- |
| Đài Bắc - Đào Viên | Seoul - Incheon (United Parcel Service, Polar Air Cargo) |

Hàng hải
| Đài Loan      | Hàn Quốc                  |
| ------------- | ------------------------- |
| Cảng Cao Hùng | Cảng Busan Cảng Gwangyang |
| Cảng Cơ Long  | Cảng Busan Cảng Incheon   |